# Кичевска чаршия
Старата кичевска чаршия (на македонска литературна норма: Стара кичевска чаршија) е търговска и културно-историческа част в Кичево, Северна Македония.
Чаршията, икономически и обществен център на града, е обявена за паметник на културата.
Чаршията се простира в западното подножие на Китино кале, по улица „Александър Македонски“ (старо име „Маршал Тито“), която има посока север - юг. Южна граница на чаршията е църквата „Св. св. Петър и Павел“, а северна - Султан Баязид джамия (Чарши джамия). Чаршийските дюкяни са от двете страни на чаршийската улица „Александър Македонски“. На запад чаршията навлиза в части от улиците „11 октомври“ и „Гоце Делчев“, а на изток – по „Охридска“, „Косовска“ и „Амит Челопечанец“. На чаршията в миналото е имало ханове, чешма и хамам, чийто останки са открити на улица „Охридска“.